# Tanomura Chikuden
Tanomura Chikuden, originalmente llamado Tanomura Kōken, (14 de julio de 1777 - 20 de octubre de 1835) fue un pintor japonés del Período Edo (también conocido como periodo Tokugawa) conocido por sus representaciones de la naturaleza, a menudo con un estilo melancólico.

## Biografía
Tanomura Chikuden nació el 14 de julio de 1777 en la provincia de Bungo, Japón. 
Desde muy joven se vio interesado por la pintura y tuvo la oportunidad de aprender de un pintor local de su zona. Su interés por la pintura fue creciendo y al mudarse a Edo, actual Tokio, se convirtió en aprendiz de Tani Bunchō, pintor de estilo Nanga. Al volver a su lugar natal, se encontró con numerosas rebeliones y levantamientos en contra de los nobles, por lo que finalmente, decidió retirarse y enfocar su atención en la pintura, lo que consecuentemente consiguió desarrollar su propio estilo. 
Murió el 20 de octubre de 1835 en Ōsaka, Japón.

## Su obra
Tanomura Chikuden desarrolló su estilo enfatizando unos suaves trazos y un aire melancólico. Su obra, generalmente, también incluía flores, prados y pájaros. Además de la pintura, realizó numerosas obras en la escuela de Nanga, de las cuales la más famosa es Sanchūjin Jōzetsu, traducida como The Recluse's Tattle. 